# 2017年度香港行政長官施政報告 (林鄭月娥)

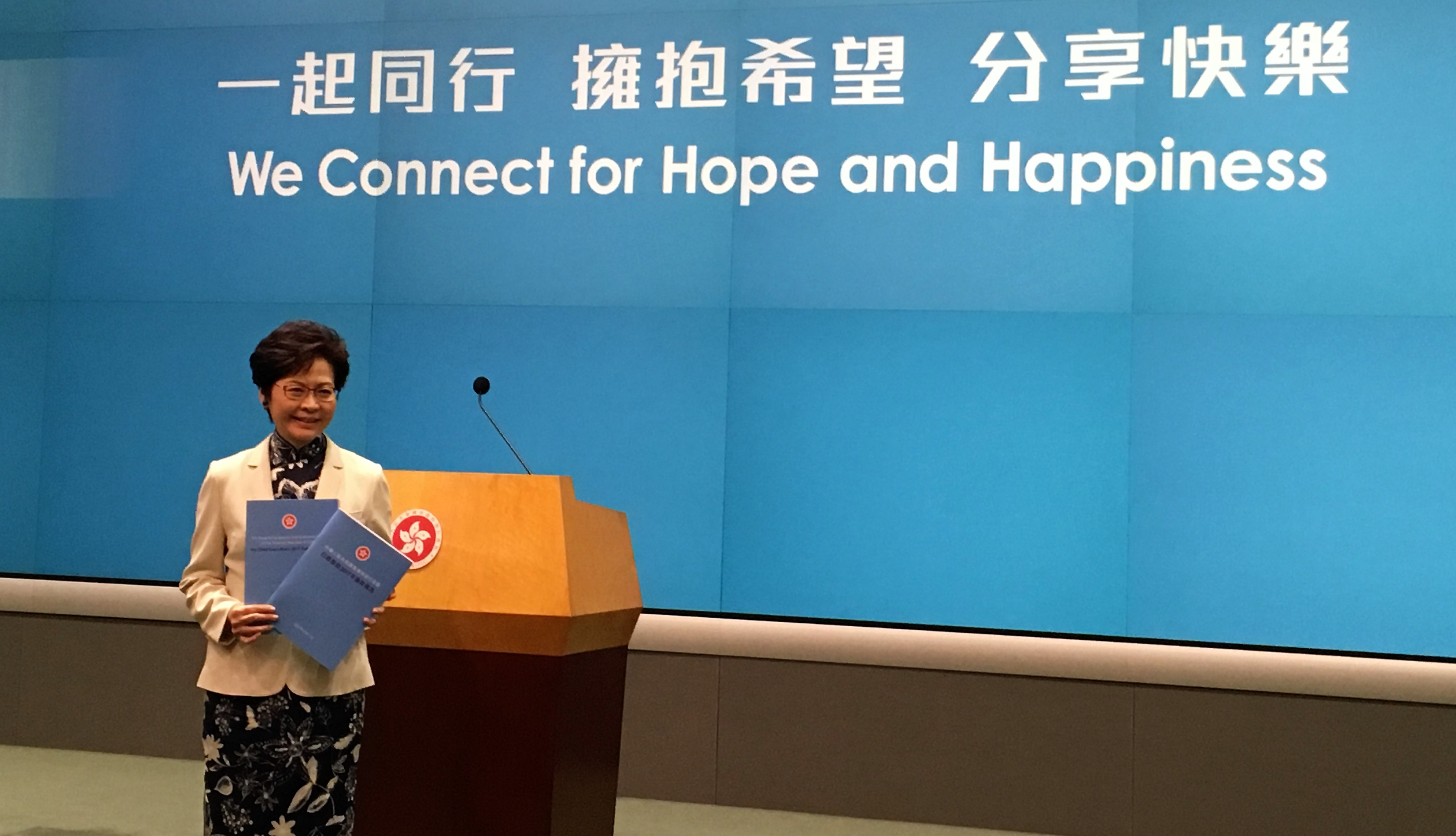
香港行政長官林鄭月娥於宣讀2017年施政報告後舉行記者招待會

《2017年度香港行政長官施政報告》是第五屆香港行政長官林鄭月娥所發表的第一份施政報告，於2017年10月11日在香港立法會發表，主題為「一起同行　擁抱希望　分享快樂」。此份施政報告長達四萬九千字，比上一份多逾萬字。由於上一任行政長官梁振英將宣讀施政報告的時間推遲至一月，林鄭月娥上任又將宣讀時間推回至十月，使2017年出現了一年內出現兩份施政報告，上一次於同一年內出現兩份施政報告是2005年，情況與該次相同。林鄭月娥又多番打破傳統，只宣讀報告重點而非逐字逐句宣讀（結果只宣讀了約四十分鐘）、允許網絡媒體參與記者招待會等。

## 內容摘要
在施政報告的重點宣傳單張中，政府表示將「以新思維和新角色於《施政報告》闡述各政策範疇的施政理念，並提出新角度和創新措施解決社會關心的經濟和民生議題，與市民一起謀劃香港未來發展。」，並分13項列舉政府的對策：
經濟發展
- 更積極及全面掌握國家「一帶一路」建設及「粵港澳大灣區」發展的機遇。盡快與國家發展和改革委員會簽署香港參與「一帶一路」建設的全面協議。
- 紓緩中小企稅務負擔，建議將企業首200萬元利得稅率降至8.25%，其後利潤按標準稅率16.5%評稅。上述較低稅率限於每個集團提名一間企業受惠。
- 為推動企業投資科研，建議首200萬元合資格研發開支獲300%扣稅，餘額獲200%扣稅。
- 預期在未來數年，與其他稅務管轄區簽訂全面性避免雙重課稅協定的數目增加至50份。
- 進一步拓展經濟貿易辦事處（經貿辦）網絡以加強對外推廣工作，計劃在泰國增設東南亞國家聯盟（東盟）第三個經貿辦。
- 繼續加強雙邊關係，包括於2017年11月與東盟簽訂自貿協定及投資協定。與澳門在今年內正式簽署《港澳CEPA》的自貿協定。
- 將灣仔北會展中心毗鄰的三座政府大樓拆卸重建，連結成為可互相通達的會展新翼，新增23,000平方米會展設施面積。
- 進一步發展旅遊業，包括發展文化、古蹟、綠色及創意旅遊，並開拓多元化及高增值的客源市場。
- 向金融發展局增撥資源。政府帶頭在下個財政年度發行綠色債券，推動投資者透過香港的資本市場為綠色項目進行融資。
- 研究將更多不同的投資產品納入雙向互聯互通機制，例如交易所買賣基金及把債券通擴展至「南向通」。
- 香港金融管理局將於2018年推出「快速支付系統（Faster Payment System）」，推動市場進一步發展更多元化便利市民和商戶的靈活支付產品。（已於2018年9月30日實施）

創新及科技
- 全方位推動創科發展，為經濟注入新動力，並改善市民生活。
- 除提供稅務誘因鼓勵企業投資研發外，為大學研究資金額外預留不少於100億元。
- 啓動5億元的「科技專才培育計劃」，訓練和匯聚科技人才；透過向研究基金注資30億元，為修讀大學教育資助委員會（教資會）資助的研究院課程的本地學生提供助學金；並以配對形式資助本地企業人員接受先進製造技術的培訓。
- 與深圳共同發展落馬洲河套地區「港深創新及科技園」；並透過「粵港澳大灣區」發展和深港合作，打造大灣區國際創科中心。
- 利用20億元的「創科創投基金」，以配對形式，與私人風險投資基金共同投資本地創科初創企業。
- 利用5億元撥款促進政府部門善用科技提升服務質素。

智慧城市
- 投放7億元，推展協助發展智慧城市的重要基礎建設項目，包括提供「數碼個人身分」；在選定的市區地點進行「多功能智慧燈柱」試驗計劃；革新電子政府系統的開發技術及設立大數據分析平台。
- 政府牽頭提供經濟誘因鼓勵電訊商擴展光纖網絡至位於偏遠地區的鄉郊。
- 繼續發展智能運輸系統，包括安裝新一代停車收費錶，支援流動應用程式遙距繳付泊車費及提供實時空置泊車位資訊等。

創意產業
- 建議向「創意智優計劃」注資10億元，加強對設計業及創意產業發展的支持。
- 向香港設計中心增撥資源以推行多項措施，鞏固香港作為亞洲設計之都的地位。
- 檢討電影發展基金的運作，推動本地電影業，並培訓更多電影製作或後期製作的專業人才。
- 與內地部門探討可行措施，支持本地出版商在內地拓展市場。

土地房屋
- 由剛成立的「土地供應專責小組」檢視不同土地供應的選項，為政府謀劃整全及長遠土地策略。
- 以置業為主導，致力建立置業階梯。建議大量增加「綠表置居計劃」（「綠置居」），以騰出出租公屋單位給有需要的市民。要求香港房屋委員會（房委會）將「綠置居」恆常化，預計2018年年底可把沙田火炭共4,000多個（駿洋邨）新公屋單位轉為「綠置居」出售。（其後被否決）
- 建議房委會將「白居二」計劃恆常化，讓合資格白表人士可購置未補價居屋單位。
- 為不符合居屋資格的中產家庭構建「港人首置上車盤」，細節於明年年中公布。會選取一幅位於觀塘安達臣道的住宅用地推行先導計劃，提供約1,000個單位。
- 協助和促成由民間主導和推行的短期措施，增加過渡性住屋供應，包括：
  - （i）善用政府閒置建築物，推出「光屋」；
  - （ii）支持香港社會服務聯會試行的「社會房屋共享計劃」，鼓勵更多機構參與；
  - （iii）促成香港房屋協會讓其轄下的資助房屋業主將未補價的單位以低於市值租金租給有需要的家庭；
  - （iv）研究讓整幢工廈免補地價改裝為過渡性房屋；以及
  - （v）協助非牟利機構在閒置土地興建預製組合屋。

樓宇安全
- 計劃動用約30億元推行「樓宇更新大行動2.0」；及約20億元資助舊式商住樓宇業主，履行《消防安全（建築物）條例》下提升消防安全的要求。

醫療、環境衞生
- 成立基層醫療發展督導委員會，全面檢視現時基層醫療服務的規劃，透過地區醫、社合作模式提供社區醫療服務。計劃於兩年內於葵青區設立嶄新運作模式的地區康健中心。
- 增加醫院管理局經常撥款，改善公營醫療服務和設施。增加醫療人手，增設護士診所，以跨專業團隊發揮更大效用。
- 透過跨界別、跨專業協作推動社區健康，擴大「智友醫社同行計劃」的服務並常規化。根據「醫教社同心協作先導計劃」的成效檢討結果，為有精神健康需要的學生提供適切的支援服務。
- 為患有不常見疾病的人士提供支援，包括擴大援助項目的資助範圍及就特定藥物治療提供資助。
- 計劃在2018年落實自願醫保計劃，並修訂稅例，提供購買醫保的稅務扣減。
- 成立專責發展中醫藥的政策組別，統籌和推進各項相關的策略和措施。籌備選址將軍澳的中醫醫院，並加快成立永久的政府中藥檢測中心，發展香港成為中藥檢測和品質控制科研的國際中心。
- 落實在東涌、天水圍和洪水橋興建新公眾街市。並大力投放資源活化現有公眾街市，包括加快安裝冷氣。
- 於未來五年，投入資源加強清潔，改善市容。

安老助弱、改善民生
- 2018年年中推出「高額長者生活津貼」，向合資格長者每月發放港幣3,435元，有關措施生效日期追溯至2017年5月1日。（已於2018年6月1日實施）
- 2018年4月1日實施經優化的「低收入在職家庭津貼」計劃（將易名為「在職家庭津貼」計劃），使更多在職住戶受惠。
- 投放額外資源，加強社區和家居照顧服務，目標將服務的輪候時間減至零。於2018至2019年度在第二階段「長者社區照顧服務券試驗計劃」中可提供的服務券增至總數6,000張。
- 推動樂齡科技，預留10億元成立基金，資助安老服務單位試用及購置科技產品。
- 政府牽頭成立「特殊需要信託」，由社會福利署署長擔任受託人，在有特殊需要子女的家長離世後，管理他們的遺產，為其子女提供照顧。
- 於2018至2019年向「兒童發展基金」注資3億元以推出更多計劃幫助基層兒童。
- 撥款4億4,700萬元，將「短期食物援助服務」延長三年至2020/2021年度，並同時進行全面檢討。
- 建議推出《免入息審查的公共交通費用補貼計劃》，向每月公共交通開支超出指定水平的市民提供補貼，金額以每月300元為上限。
- 全面檢視各公務員職系的中文語文能力入職要求，增加少數族裔加入政府工作的機會。推出跨紀律部隊少數族裔青少年訓練計劃，進一步協助少數族裔融入社會，培養正向價值觀。

勞工權益
- 對取消強制性公積金的「對沖」安排，政府願意加大財政承擔，以減低取消「對沖」安排對企業尤其是中小微企的影響。會於數個月內提出一個顧及勞工界及商界雙方利益的方案。
- 初步建議將侍產假的日數由現時3天增至5天，並開展改善在職婦女法定產假的研究及工作。

教育
- 每年新增36億元教育新資源的相關措施已陸續在今年9月起實施。會繼續與教育界商討如何有效運用餘下的14億元經常開支。
- 為進一步研究八大教育範疇成立專責小組開展工作，涵蓋教師專業發展、課程安排、評核制度、職業專才教育、自資專上教育、校本管理、家長教育和教資會在研究和學生宿舍的資助。
- 承諾檢討幼稚園教師的薪酬安排，以探討設立幼稚園教師薪級表的可行性。
- 建議設立120億元的宿舍發展基金，以單位成本資助模式為大學提供興建宿舍撥款。
- 從2018至19學年開始，將「到校學前康復服務試驗計劃」納入為常規服務，並為此每年預留共4億6千萬元經常開支。接受服務的幼兒名額由約3,000個於兩年內倍增至7,000個，以達致學前康復服務「零輪候」時間的政策目標。
- 由2018至2019學年起，為學校提供經常「空調設備津貼」。按個別學校的實際情況和需要加裝空調設備。
- 2018至2019學年落實中國歷史在初中成為獨立必修科。採取多元化策略促進師生全方位認識國情和中華文化，學習中國歷史。
- 在2018至2019年度向攜手扶弱基金注資4億元，其中2億元主要用於推行課餘學習及支援項目，預計約13萬名基層兒童受惠。

青年人發展
- 由政務司司長主持的「青年發展委員會」將於2018年上半年成立並展開工作。（已於2018年3月28日成立）
- 委任更多青年人進入政府委員會，提升青年成員的整體比例至15%。
- 透過「委員自薦試行計劃」讓更多青年人加入政府委員會。
- 招聘20至30名青年人以非公務員合約形式加入建議成立的「政策創新與統籌辦事處」。
- 以民商官三方協作的模式推行「青年共享空間計劃」，以優惠租金向初創、青年創業家和藝術工作者提供租務方案和配套服務。
- 增撥資源，提供更多到內地、「一帶一路」沿線國家及世界各地的實習機會。

藝術、體育及文化
- 撥款1億3千萬元開展五年發展計劃，向亞運隊際球類項目的相關體育總會提供額外資源，制定和推行代表隊訓練計劃。
- 增加資助藝術家和藝團到內地和海外演出。
- 於未來六年提供撥款3千6百萬元延續「藝術行政人員培訓計劃」，及鼓勵年輕藝術人才到外地學習，交流經驗。

鄉郊保育
- 成立「鄉郊保育辦公室」，預留港幣10億元，進行相關保育工作及活化工程。

## 公佈後闡述
行政長官林鄭月娥於發表施政報告後，舉行了一系列公開闡述活動，其中包括：
- 施政報告記者招待會，於施政報告公佈當天（2017年10月11日）下午2時15分至3時45分舉行，期間林鄭月娥共回答23位記者的提問，而該次記者會亦開放予「純網媒」的記者參與。
- 施政報告論壇，於施政報告公佈當天（2017年10月11日）晚上7時至8時舉行，由無綫電視、有線電視、now TV及香港電台第一台及港台電視31、31A聯合播出。
- 行政長官施政答問，於施政報告公佈翌日（2017年10月11日）早上由香港電台第一台、商業電台第一台以及新城財經台FM104頻道同步直播。

## 外部連結
- 行政長官2017年施政報告官方網站（页面存档备份，存于）